# فيسييغونسك
فيسييغونسك (بالروسية: Весьегонск) هي إحدى مدن روسيا في الكيان الفدرالي الروسي تفير أوبلاست.